# مونتسيرات أوليفر
```
مونتسيرات لورديس سوكورو أوليفر غريماو
 (مواليد 13 أبريل 1966) عارضة أزياء وسيدة أعمال وممثلة ومنتجة ومضيفة التلفزيون مكسيكية،
[
3
]
 شاركت مونتسيرات مع الرياضة المتلفزة في تغطية الألعاب الأولمبية في بكين 2008 ولندن 2012. كما قامت بتغطية نهائيات كأس العالم لكرة القدم منذ جنوب إفريقيا 2010. في عام 2018 ، استضافة برنامج تلفزيون الواقع "Reto 4 Elements". 
```

## روابط خارجية
- الموقع الرسمي
- مونتسيرات أوليفر في قاعدة بيانات الأفلام على الإنترنت